# Tolu Latu
Pas d'image ? Cliquez ici

a Compétitions nationales et continentales officielles uniquement.

b Matchs officiels uniquement.
Dernière mise à jour le 10 juillet 2024.
Tolu Latu, né le 23 février 1993 à Nukuʻalofa (Tonga), est un joueur de rugby à XV international australien d'origine tongienne évoluant au poste de talonneur. Il mesure 1,78 m pour 110 kg.

## Carrière

### En club
Tolu Latu commence sa carrière professionnelle en 2013 avec le club de Sydney University qui dispute le Shute Shield (championnat de la région de Sydney). Il remporte ce championnat en 2013 après une large victoire en finale contre Eastwood 51-6, où il marque un essai.
En 2014, il fait ses débuts en Super Rugby avec la franchise des Waratahs. Lors de ses trois premières saisons avec la franchise de Sydney, il n'est que rarement titularisé (9 fois en 32 matchs) car il est barré par son mentor, l’international australien Tatafu Polota-Nau. Il ne devient le titulaire du poste de talonneur qu'à partir de la saison 2017 et le départ de ce dernier à la Western Force.
Il évolue également avec la franchise des Sydney Stars en NRC (championnat national australien) entre 2014 et 2015, puis, après la disparition de cette équipe, il rejoint les NSW Country Eagles.
En novembre 2019, il s'engage avec le Stade français Paris en Top 14. Régulièrement titulaire avec le club parisien, il se fait néanmoins remarquer négativement par son indiscipline sur le terrain, et ses problèmes extra-sportifs,,. Il quitte le club au terme de la saison 2021-2022.
Peu après son départ du Stade français, son retour aux Waratahs est officialisé pour la saison 2023 de Super Rugby.
Après une unique une saison avec les Waratahs, il fait son retour en France, où il s'engage avec le Montpellier HR pour un contrat de deux saisons,.
Il ne joue que six matchs avec Montpellier puis, n'entrant pas les plans du nouveau staff, rejoint le Stade rochelais en prêt à partir de décembre 2023. Convaincant avec sa nouvelle équipe, il prolonge son contrat en mars 2024 pour une saison supplémentaire.

### En équipe nationale
Tolu Latu a joué avec l'équipe d'Australie des moins de 20 ans lors des championnats du monde junior 2012 et 2013,. Il évoluait alors au poste de pilier gauche.
En septembre 2016, il est sélectionné pour la première fois par Michael Cheika pour évoluer avec les Wallabies. Il connait sa première cape internationale le 5 novembre 2016 à l’occasion d’un test-match contre l'équipe du pays de Galles à Cardiff.
En août 2019, il est sélectionné dans le groupe australien pour disputer la Coupe du monde au Japon. Il dispute quatre matchs lors de la compétition, contre les Fidji, le pays de Galles, la Géorgie et l'Angleterre. Il inscrit un doublé lors du match face aux Fidji.

## Palmarès

### En club et province
- Vainqueur du Super Rugby en 2014 avec les Waratahs.
- Vainqueur du Shute Shield en 2013 avec Sydney University.

## Statistiques
Au 10 juillet 2024, Tolu Latu compte 21 capes en équipe d'Australie, dont dix en tant que titulaire, depuis le 5 novembre 2016 contre l'équipe du pays de Galles à Cardiff. 
Il participe à deux éditions du Rugby Championship, en 2018 et 2019. Il dispute quatre rencontres dans cette compétition.